# علي خرمي
علي خرمي شاعر سعودي , اسمه علي بن محمد هادي خرمي , ولد عام 1384 هـ الموافق 1964 في قرية مختارة بمنطقة جازان جنوب المملكة العربية السعودية , حصل على الشهادة الجامعية من كلية اللغة العربية بأبها التابعة لجامعة الإمام محمد بن سعود الإسلامية (جامعة الملك خالد حاليا) عام 1409 هـ , يعمل الخرمي مدرس بالمعهد العلمي بصامطة.